# Mucuna novo-guineensis
Mucuna novo-guineensis är en ärtväxtart som beskrevs av Rudolph Herman Scheffer. Mucuna novo-guineensis ingår i släktet Mucuna och familjen ärtväxter. Inga underarter finns listade i Catalogue of Life.